# Шпайзер, Филип
Dirty Disco Youth (наст. имя Филип Шпайзер; род. 12 мая 1990, Вена) — австрийский диджей и композитор. С 2005 по 2013 занимался написанием синглов и ремиксов, выступал с диджей сетами под именем Dirty Disco Youth, с 25 января 2014 по 8 ноября 2018 года — участник группы Scooter.

## Биография
В 5 лет Шпайзер самостоятельно начал играть на пианино. К 13 годам он освоил бас-гитару и барабаны. В этом же возрасте он впервые попал на электронную дискотеку и после этого принял решение сочинять музыку в этом стиле, а также заниматься диджеингом. Довольно скоро Шпайзер стал известным в Европе электронным композитором. Так, в 16 лет австриец стал хедлайнером на лондонском шоу «New X Inn». Затем он начал делать множество ремиксов для различных исполнителей. В 2008 году австриец переехал в Гамбург. Начиная с 2010 года, когда Шпайзер (под псевдонимом DDY) создал свой лейбл Oh My God Its Techno Music, многие издания стали называть его одним из самых многообещающих талантов нового поколения электронной музыки.
В конце 2013 Рик Джордан (клавишник и сооснователь группы Scooter) объявил о своём уходе из группы по окончании очередного тура. Шпайзер отправился в студию Scooter со своими работами. Бакстер и Симон решили записать со Шпайзером совместный сингл — Baxxter, Simon, DDY — Sweather Weather. Сингл получил неоднозначные оценки, однако занял неплохие позиции в чартах.
В ноябре 2013 года стало известно, что последним концертом с Джорданом станет последнее шоу в рамках тура 20 Years Of Hardcore, которое состоится в Гамбурге 24 января 2014 года.
В ходе этого тура Шпайзер «разогревал» публику перед концертами своими DJ-сетами. 25 января 2014 года он официально стал новым третьим участником группы Scooter. Таким образом, у группы Scooter стартовала так называемая «Пятая глава» в творчестве. Уже будучи участником Scooter, DDY выпустил ещё два собственных сингла — The Bell и Harmonize.
Уже со Шпайзером в первой половине 2014 года группа посетила с концертами Норвегию, Россию, Литву, выступала в Германии.
Первый альбом со Scooter, The Fifth Chapter, вышел 26 сентября 2014 года, а новый сингл Bigroom Blitz — 23 мая 2014.
8 ноября Scooter официально представили нового участника коллектива, вместо ушедшего Фила Шпайзера, им стал Этник Зарари.

## Дискография

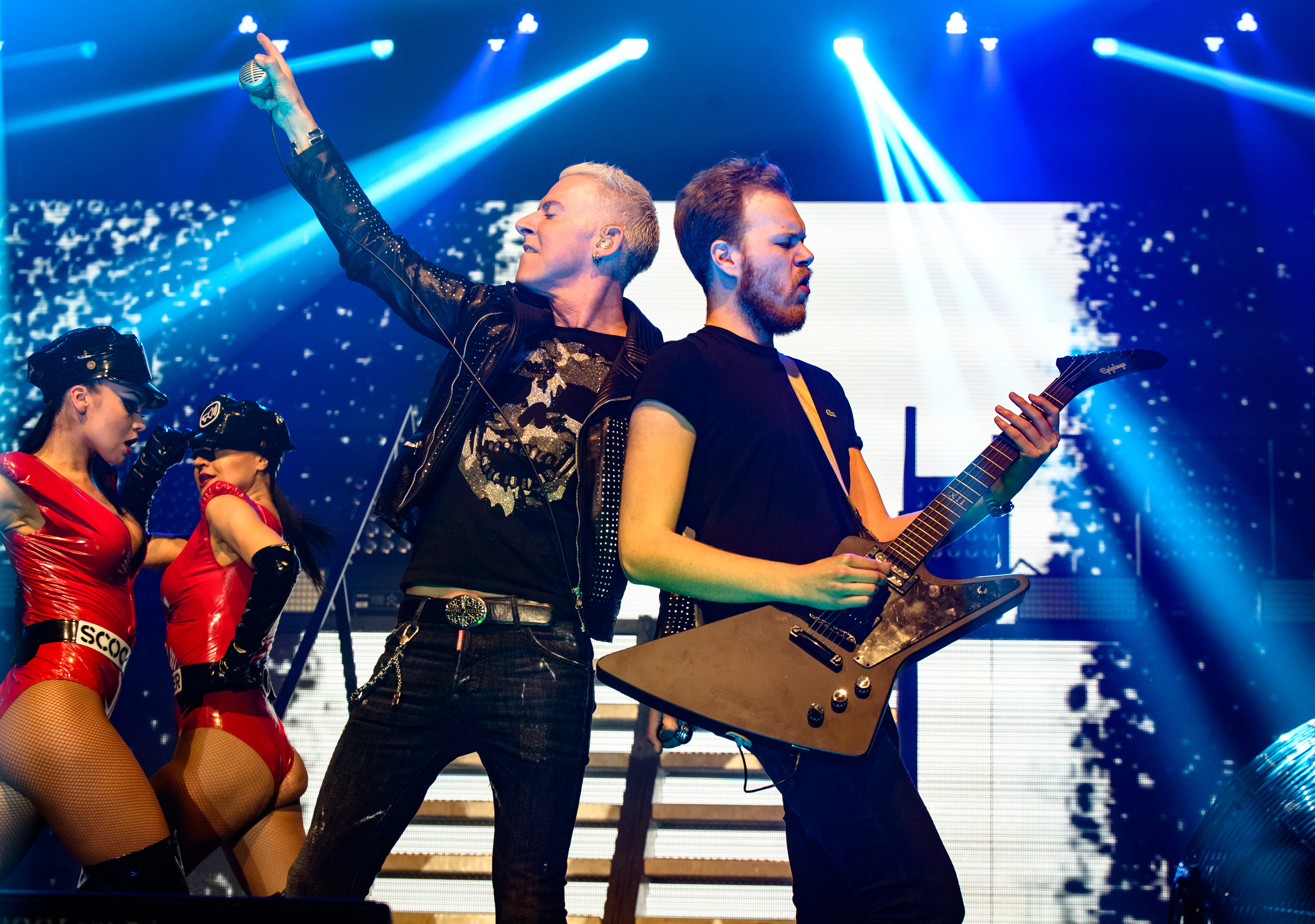
Шпайзер с Эйч Пи Бакстером во время концерта в Мюнхене 28 февраля 2016

### Синглы
- Bleep (EP) (2008)
- The Kids Want Maximal (2008)
- Shuffle (2009)
- Stupid Sound (2009)
- Idiotekk (feat. Chokr) (2009)
- Yo Yo Yo Yo (2009)
- Don’t Let Go (2009)
- Off (EP) (2010)
- Drive (EP) (2012)
- Love (2012)
- Three Oh Three (2012)
- Kids (2013)
- Black Diamond (2013)
- The Bell (2014)
- Harmonize (2014)

### Ремиксы
- Nonewyork — No Love (2009)
- Scanners — Salvation (2009)
- Sharam Jey — Army of Men (2010)
- A.G. Trio — Things You Wanna Play (2010)
- Kids At The Bar — Your Body and Me (2010)
- Stereofunk — Italomatique (2010)
- Team Symmetry — Batoru Rowaiaru (2010)
- Sono — What You Do (2010)
- Sharam Jey — Hearts of Stone (2010)
- Sovnger — Breathless (2010)
- Robyn — Dancing On My Own (2010)
- Etienne De Crecy — Binary (2010)
- Frauenarzt — Atzin (2010)
- Sharam Jey — Hearts of Stone (2010)
- Ero — Submerged (2010)
- Fukkk Offf — Famous (2010)
- Teenage Mutants — Le Champ (2010)
- So Called Friend — Hands (2010)
- Debra Dolce — Goodies (2010)
- Schluck Den Druck — Partynarben (2010)
- Futureflash — Find Your Brother (2010)
- Fukkk Offf — Worldwide (2010)
- Leopold Gregori — Pigeon Dance (2010)
- Gigi Barocco & Jane Bang — Crunk It (2011)
- Spencer & Hill — 2 Kisses For You (2011)
- Sick Boy — Bang Your Head (2011)
- Azzido Da Bass — Music For Bagpipes (2011)
- Dare2Disco — Revolver (2011)
- Ludovic — Dusty (2011)
- Decalicious — Raboisen Belle (2011)
- Jeuce — As We Move (2012)
- Moonbootica — Iconic (2012)
- Fukkk Offf — 24/7 (2012)
- Drunken Masters — Bang Bang (2012)
- Dirty Disco Youth — Crossroads (Phil Speiser Remix) (2012)
- Big White Dog Lost — Sex (2013)
- Gtronic — Morpheus (2013)
- Das Bo & Hangergang — MMB (2013)
- Sick Boy — Bang Your Head (2013)
- Tigerlily & 2Less — Faith (2014)

### Коллаборации
- Sharam Jey & Dirty Disco Youth — Up Rock! (2012)
- Blatta & Ineshaand Dirty Disco Youth — Texas Techno (2012)
- Fukkk Offf & Dirty Disco Youth — Nuclear War / Bomb Disaster (2012)
- Sharam Jey & Dirty Disco Youth — Till We Drop (2012)
- Baxxter, Simon and DDY — Sweater Weather (2013)